# Dowlais Iron and Co
Dowlais Iron and Co est une ancienne entreprise britannique de sidérurgie. Elle fut l'une des premières sociétés par action au capital de 4 000 livres sterling, produisant en grande quantité de la fonte au coke. 

## Historique
La société Dowlais Iron and Co fut fondée en 1759 par Isaac Wilkinson, le drapier Edward Blakeway, le forgeron Thomas Lewis et six autres associés, près de Merthyr Tydfil, sur le bassin des mines de charbon du pays de Galles. Isaac Wilkinson apporta son brevet, Thomas Lewis le droit d'utiliser les minerais de fer et le charbon de plusieurs petites forges qu'il avait créées dans les environs, les sept autres apportant des capitaux.
L'entreprise souffrit au début de difficultés à libérer le capital annoncé, car une partie des apports venaient des entreprises dans le sud du pays de Galles et le Shropshire, où Wilkinson avait commencé la fonte au coke. Elle ne fut vraiment formée qu'en 1760. Elle fut aussi victime de la dispersion de ses salariés, occupés dans d'autres fonderies, Thomas Lewis œuvrant aussi  dans la fonderie de Pentyrch et Isaac Wilkinson dans celle de Plymouth à partir de 1763.
Les trois autres fonderies de la région étaient Cyfarthfa Ironworks, créé en 1764 par Anthony Bacon, Plymouth pour laquelle travailla aussi Isaac Wilkinson à partir de 1763 et dans laquelle Anthony Bacon investit en 1765 avant de la racheter en 1766, et Penydarren Ironworks, fondée en 1782 par Francis Homfray. Ces trois fonderie utilisent la matière première fournie par Dowlais. Cyfarthfa Ironworks obtint en 1773 les contrats pour la fabrication de canons pour la Royal Navy, réalisée depuis 1764 par la Carron Company, dont l'un des fondateurs, John Roebuck est en difficulté en 1769 car il ne parvient pas à extraire assez de charbon des mines d'Écosse.
Thomas Lewis décéda en 1764 et Isaac Wilkinson partit en 1763 à Bristol avec son ami John Guest (1722–1785), un forgeron né près de Coalbrookdale et travaillant dans l'entreprise depuis 1763. Le départ de Wilkinson est causé par des conflits judiciaires avec ses fils dont l'aîné John Wilkinson a 35 ans, qui s'aggravèrent en 1763 lorsque la fin de la guerre de Sept Ans assécha les commandes. Wilkinson organise, en 1779, la construction de l'Ironbridge sur la rivière Severn, avec Abraham Darby III et d'autres associés.
En avril 1767, John Guest revint, fut nommé gérant et acheta 7 des 16 actions avant de passer la main en 1786 à son fils Thomas Guest (1748-1807), qui fonda la Dowlais Iron Company, avec son gendre William Taitt. Thomas Guest mourut en 1807, son fils John Josiah Guest devenant en 1815 le propriétaire de 9 des 16 actions. Vers 1790, l'entreprise produisait 1 800 tonnes d'acier sur deux hauts-fourneaux. William Taitt la fait prospérer au moment des guerres napoléoniennes.
En 1845, c'était la plus grande aciérie du monde, avec 88 400 tonnes d'acier par an, produites par 8 800 employés. 30 ans plus tard, elle est citée comme une référence par des métallurgistes français :

« L'usine de Dowlais, près de Methyl Tydfil, la plus importante de toutes [les usines du Pays de Galles], possède actuellement 150 fours à puddler, 70 fours à réchauffer et 13 laminoirs complets. Elle fabriquait par semaine, en 1865, 2 000 tonnes de fer fini, savoir 1 400 tonnes de rails et 600 tonnes de barres, tôles, cornières, poutrelles […], sans compter l'acier Bessemer. On y compte 9 ateliers de puddlage à l'usine dite basse et 3 à l'usine Ivor.[…]

La superficie actuelle de Dowlais et des terres qui en dépendent est d'environ 4 000 hectares ; son service occupe 13 locomotives et 600 à 700 chevaux. Les ouvriers, au nombre de 8 000 à 9 000, reçoivent leur salaire en espèce tous les samedis matins, et la paye s'élève à 175 000 francs par semaine. Les propriétaires de Dowlais, depuis sir John Guest qui peut en être considéré comme le fondateur réel, jusqu'à sir Ivor Guest, son héritier actuel, se sont toujours beaucoup préoccupés de l'amélioration de la situation matérielle et morale des ouvriers ; et les institutions, écoles, caisse de secours pour les malades, caisse d'épargne, bibliothèques créées pour leur usage ne le cèdent en rien à celles de nos grandes usines françaises. »

— Samson Jordan (1872). Métallurgie du fer et de l'acier : études pratiques et complètes sur les divers perfectionnements apportés jusqu'à ce jour dans la fabrication de ces deux métaux, p. 166-167.